# Sant'Antonio fa il ponte e san Paolo lo rompe
Sant'Antonio fa il ponte e san Paolo lo rompe è uno di quei proverbi popolari che abbinano un aspetto sacro, come la ricorrenza delle due festività, con un ambito profano, come quello climatico-meteorologico. Come spesso capita nella indagine storica di un proverbio, sono emerse varie versioni e varianti, create nel corso delle generazioni.

## Sant'Antonio e il ponte
Il significato di questo proverbio va ricercato nella constatazione che il freddo di gennaio, soprattutto nel periodo vicino alla festa di Sant'Antonio Abate (17 gennaio), in alcune zone, è talmente rigido da ghiacciare il corso dei fiumi, consentendo così agli esseri viventi di sfruttare un ulteriore, temporaneo, mezzo di collegamento. Alle volte, però, verso la fine del mese, in prossimità della ricorrenza della Conversione di San Paolo (25 gennaio), le gelate possono iniziare a sciogliersi.

## Gennaio e il ponte
Sono due versioni profane, scarnificate dell'aspetto religioso, presente invece nel proverbio precedente.

## Sant'Antonio e la freddura
In questo proverbio vengono contrapposti i due giorni dell'anno più freddi e più caldi. La ricorrenza di san Lorenzo si celebra il 10 agosto. Nei proverbi, abitualmente, i giorni indicati come i più rigidi sono quelli compresi tra il 15 e il 22 gennaio, ma nonostante questo, alcuni proverbi evidenziano alcune inversioni di tendenza del tempo, attuate proprio in questo periodo dell'anno.